# Karl Rosander
Karl  Rosander, född 1971 i Västergötland, är en entreprenör och investerare.

## Biografi
Karl Rosander har ett förflutet som creative director. Han började sin karriär på webbutiken Zoovillage 1998. 
Mest känd är Rosander för podcastplattformen Acast, som han grundade tillsammans med Måns Ulvestam 2013. Rosander slutade vara exekutiv inom bolaget 2017 och lämnade Acasts styrelse 2018. Detta efter att ha arbetat med att få bolaget börsfähigt. 
Sedan dess har Rosander investerat i och verkat som rådgivare gällande utveckling av och finansiering för verksamheter med koppling till informationsteknik samt detaljhandel.  
Han har vunnit ett flertal priser. Däribland Webby Awards, Eurobest och svenska Guldägget.
Rosander, Måns Ulvestam och Markus Ahlstrand driver idag Sesamy, en tjänst som hanterar mikrotransaktioner för produkter normalt låsta bakom prenumerationer eller betalväggar. Bland annat satsar de på enkelköp av e-böcker.  Bolaget drog in 44 miljoner i finansiering i april, 2021.
I mars 2024 gick Rosander in som delägare och styrelseordförande i defensetech-bolaget Nordic Air Defence AB.